# Отомо но Отомаро
Отомо но Отомаро (на японски: 大伴弟麻呂 или 大伴乙麻呂; ок. 731 – 14 юни 809) е японски пълководец, живял в периода Нара и в началото на периода Хеян. Той е първият японец, удостоен със званието шогун.
Според няколко източника е роден през 727 г. Син на Отомо но Косиби.

## Биография
- 731(?) г.: ражда се в семейството на Отомо но Косиби.
- 779 г.: получава младша степен пети клас.
- 780 г.: назначен за помощник-началник на дворцовата стража.
- 783 г.: назначен за помощник-командващ войските за потушаване на въстанието в провинция „Хитачи“.
- 791 г.: получава младша степен четвърти клас.
- 794 г.: обявен за сеи-тайшогун („велик пълководец“); заедно със Саканоуе но Тамурамаро водят военни действия срещу племената едзо.
- 795 г.: за военни заслуги е награден с младша степен трети клас и Орден „Почетна втора степен“.
- 14 юли 809 г.: умира.